# Tërpezë
Tërpezë / Trpeza (cyr. Трпеза) – wieś w Kosowie, w regionie Prizren, w gminie Malishevë/Mališevo. W 2011 roku liczyła 1115 mieszkańców. 